# Nebovidy (Kolíni járás)
Nebovidy település Csehországban, Kolíni járásban. Nebovidy Kolín, Starý Kolín, Libenice, Polepy és Červené Pečky településekkel határos. Lakosainak száma 760 fő (2024. január 1.).

## Népesség
A település lakosságának változását az alábbi diagram mutatja:
| Lakosok száma | 647  | 819  | 808  | 850  | 533  | 479  | 698  | 708  | 748  | 760  |
|               | 1869 | 1890 | 1921 | 1950 | 1980 | 2001 | 2017 | 2019 | 2022 | 2024 |